# Regensburg Hauptbahnhof
Regensburg Hauptbahnhof is een spoorwegstation in de Duitse plaats Regensburg. Het station behoort tot de Duitse stationscategorie 2. Het station werd in 1892 geopend. 